# Garden Grove (Californie)
Pour les articles homonymes, voir Garden Grove.
Garden Grove est une municipalité américaine du comté d'Orange en Californie, situé dans le grand Los Angeles.
La population de la ville s'élevait à 171 949 habitants en 2020, avec une grande communauté asiatique (notamment vietnamienne et coréenne), sur une surface de 46,5 km2.

## Histoire
La ville a été fondée en 1874 par Alonzo Cook et la ville est restée très rurale avec une économie basée sur l'agriculture (orange, noix, piment, et fraise) jusqu'à l'arrivée du chemin de fer en 1905. En 1933 un tremblement de terre détruisit le centre-ville et fit une victime. Le boom économique de la région après la seconde guerre mondiale a permis un développement rapide de la ville qui fut incorporée en 1956 et qui n'a cessé de s'agrandir depuis.

## Démographie
| 1960   | 1970    | 1980    | 1990    | 2000    | 2010    | 2020    |
| ------ | ------- | ------- | ------- | ------- | ------- | ------- |
| 84 238 | 121 155 | 123 307 | 143 050 | 165 196 | 170 883 | 171 949 |

## Jumelages
Anyang (Corée du Sud)

## Principaux monuments
La cathédrale de Cristal de Garden Grove, construite en 1977, est une immense cathédrale pouvant contenir jusqu'à 3 000 personnes.

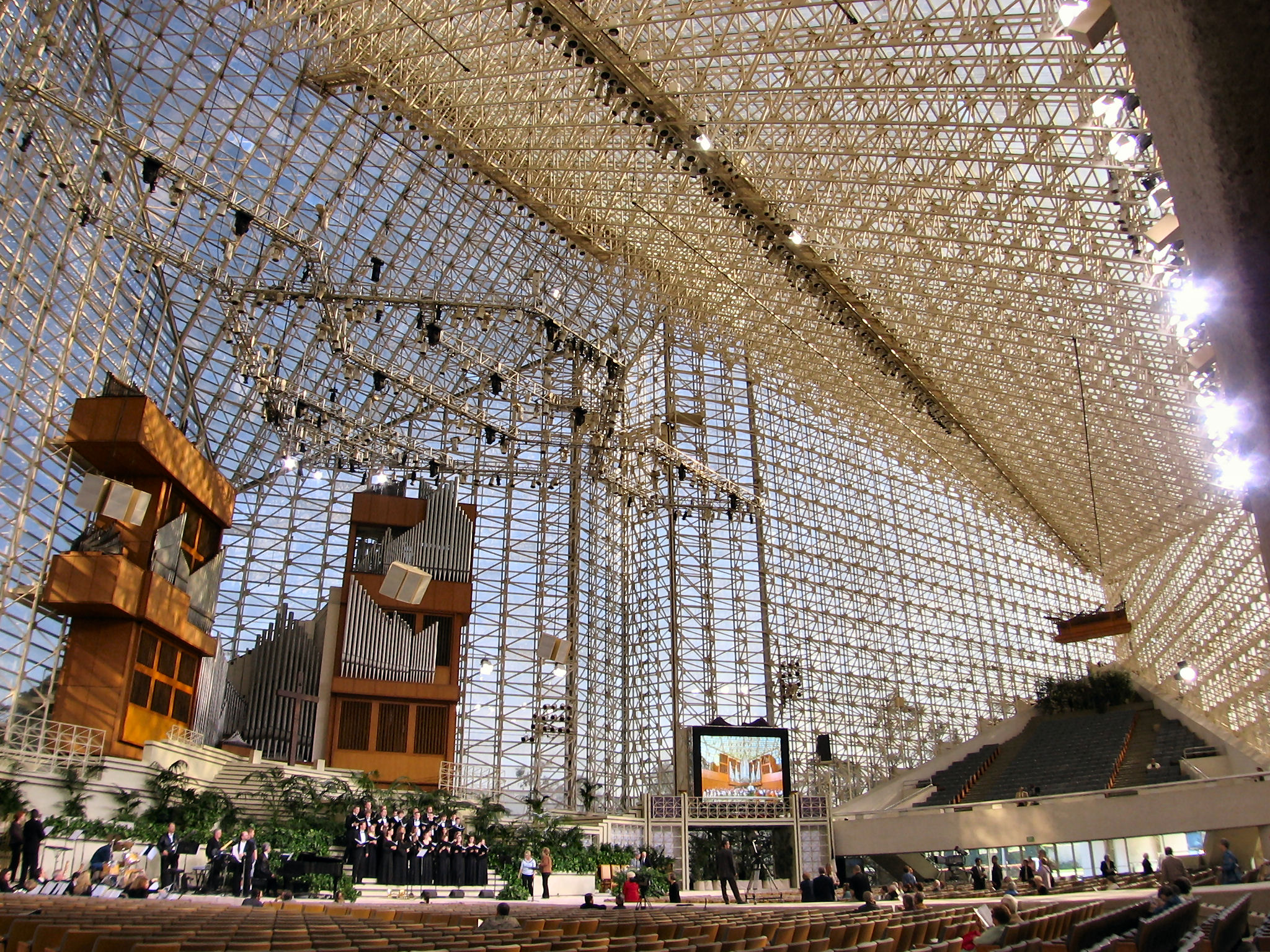
L'intérieur de la cathédrale du Christ ou cathédrale de cristal de Garden Grove.

## Personnalités liées à la ville
- Seth Lover, inventeur du micro humbucker, est décédé à Garden Grove ;
- Steve Fossett, aventurier américain, a grandi à Garden Grove ;
- Alan Trammell, ancien joueur étoile de baseball ;
- Troy Polamalu, joueur de football américain, est né à Garden Grove ;
- Dexter Holland, chanteur de The Offspring ;
- Kevin Wasserman, guitariste de The Offspring ;
- Jennette McCurdy, actrice, a grandi à Garden Grove ;
- Robin Tran, humoriste américaine d'origine vietnamienne, a grandi à Gaden Grove.